# Jeg er din, også i morgen
Jeg er din, også i morgen er navnet på Jimmy Løndorf & Springerne' tredje album, som udkom i 2007.

## Spor
| #   | Titel                    | Længde |
| --- | ------------------------ | ------ |
| 1.  | "Stjerner Jeg Ser"       |        |
| 2.  | "You Can Kiss Me"        |        |
| 3.  | "Darling"                |        |
| 4.  | "Måske En Dag"           |        |
| 5.  | "Hver Eneste Dag"        |        |
| 6.  | "Barnedåb"               |        |
| 7.  | "Forår"                  |        |
| 8.  | "I Love You"             |        |
| 9.  | "Venter på en Dag"       |        |
| 10. | "Hvorfor Lod Du Mig Tro" |        |
| 11. | "Jeg er Din"             |        |
| 12. | "Der i Byen"             |        |

Hvis intet andet er angivet er tekst og musik af Jimmy Løndorf & Springerne.